# István Sarlós
Dans le nom hongrois Sarlós István, le nom de famille précède le prénom, mais cet article utilise l’ordre habituel en français István Sarlós, où le prénom précède le nom.
István Sarlós, né le 30 octobre 1921 et mort le 19 juin 2006 à Budapest, est un homme politique hongrois, président du conseil de Budapest entre 1963 et 1970.